# Hornrost
Hornrost (Gymnosporangium cornutum) är en svampart som beskrevs av Arthur ex F. Kern 1911. Hornrost ingår i släktet Gymnosporangium och familjen Pucciniaceae.  Arten är reproducerande i Sverige. Inga underarter finns listade i Catalogue of Life.